# Guy Picciotto
 (Washington, 17 settembre 1965) è un chitarrista, cantante, produttore discografico e ingegnere del suono statunitense, celebre per aver fondato ed essere stato il frontman dei Rites of Spring, ed in seguito allo scioglimento del gruppo componente stabile a partire dal 1987, dei Fugazi.

## Biografia

### Rites of Spring ed altri progetti di inizio carriera
Picciotto ha origini italiane, più precisamente siciliane. Pur partecipando agli sporadici episodi del progetto The Black Light Panthers fin dal 1982, la carriera vera e propria di Guy Picciotto iniziò nel 1984, quando fondò assieme a Edward Janney (chitarra), Mike Fellows (basso elettrico) e Brendon Canty (batteria) la band Rites of Spring divenendo così parte della scena post-hardcore di Washington. La band era conosciuta soprattutto per le sue performance molto energiche in cui convogliava la violenza frenetica e le passioni viscerali dell'hardcore punk sperimentando spesso con nuovi espedienti competitivi. Picciotto, come sia compositore delle liriche che come cantante-chitarrista della band trasportò l'hardcore punk in una nuova visione molto personale, che lo rende spesso agli occhi della critica come uno dei fondatori del genere Emo. Nel 1985 poi, Picciotto assieme ai Rites of Spring e ad altre band come Embrace e Beefeater, furono tra i massimi promotori di quello che venne poi chiamato movimento della Revolution Summer.
Dopo lo scioglimento dei Rites of Spring nel 1986, Picciotto assieme a Janney e Canty fondarono gli One Last Wish, una band di breve durata che pubblicò un album raccolta solo nel 1999 dal titolo 1986, gli Happy Go Licky tra il 1987 ed il 1988 con cui producono l'album omonimo (Peterbilt Records, 1988) ed a nome Brief Weeds tra il 1990 ed il 1993 pubblicarono due 7" A Very Generous Portrait (K, 1991) e Songs Of Innocence And Experience (K, 1993). Fu proprio con questo ultimo progetto che si consolidò la collaborazione con Brendan Canty che portò poi all'ingresso di Picciotto nei Fugazi.
Fu poi di questi anni la creazione dell'etichetta indipendente Peterbilt Records con cui pubblicò gli album a bassa qualità dei Rain, degli Happy Go Licky e dei Deadline.

### Gli anni '90 con i Fugazi
Pur non essendo nella formazione originaria dei Fugazi, Picciotto si unì a loro come voce nel secondo concerto della band, fornendo il proprio contributo in tutte le loro registrazioni in studio.
Dall'EP Margin Walker Picciotto iniziò a suonare come secondo chitarrista utilizzando un suono caratteristico dato anche dall'utilizzo della Rickenbacker e partecipando alla scrittura dei brani come co-autore delle liriche. Dopo 7 album e numerosi tour la band entrò in una lunga pausa produttiva.

## Discografia[3]

### Con i Rites of Spring

#### Album in studio
- 1985 - Rites of Spring

#### Raccolte
- 1991 - End on End

#### EP
- 1987 - All Through a Life

### Con i Fugazi
- 1990 - Repeater
- 1991 - Steady Diet of Nothing
- 1993 - In on the Kill Taker
- 1995 - Red Medicine
- 1998 - End Hits
- 2001 - The Argument

### Con gli One Last Wish
- 1999 - 1986

### Con gli Happy Go Licky
- 1988 - 12" (EP)
- 1997 - Will Play (live compilation)

### Con i Black Light Panthers
- 1997 - Peterbilt 12" 82-97

### Brief Weeds
- 1990 - A Very Generous Portrait 7"
- 1992 - Songs of Innocence and Experience 7"

### Come produttore
- 1998 - In an Expression of the Inexpressible (Blonde Redhead)
- 1999 - I Want Some (Make-Up)
- 2000 - Melody of Certain Damaged Lemons (Blonde Redhead)
- 2000 - Melodie Citronique (Blonde Redhead)
- 2004 - Casual Dots (The Casual Dots)
- 2004 - Misery Is a Butterfly (Blonde Redhead)
- 2006 - Music With a Twist: Revolutions (AA.VV.)
- 2006 - Young Machetes (The Blood Brothers)
- 2006 - Kitsuné Maison, Vol. 3 (AA.VV.)
- 2007 - Now, Vol. 66 (AA.VV.)
- 2007 - Shockrock (AA.VV.)
- 2007 - Skins (AA.VV.)
- 2007 - Put Your Hands Up!, Vol. 2 (AA.VV.)
- 2007 - Sex, Drums and Rock and Rave (AA.VV.)
- 2007 - Zoo Summer Anthems (AA.VV.)
- 2007 - North Star Deserter (Vic Chesnutt)
- 2007 - Ultra Rock Remixed (Tommie Sunshine)
- 2007 - Afterhours: Ibiza (AA.VV.)
- 2007 - Headliners: The Ultimate Festival Line Up (AA.VV.)
- 2007 - Hed Kandi: The Mix - Summer 2007 (AA.VV.)
- 2007 - Bamboozle: Everything Will Be Much Better Once I Get (AA.VV.)
- 2007 - Cream Summer 2007 (AA.VV.)
- 2007 - We Love...Ibiza (The Ministry of Sound)
- 2007 - Mixtape (Neon Nights)
- 2007 - Ministry of Sound: Funky House Sessions 2007 (AA.VV.)
- 2007 - Ibiza Annual 2007 (AA.VV.)
- 2007 - Ibiza Rocks (AA.VV.)
- 2008 - Ministry of Sound: Mash Up Mix 159 (AA.VV.)
- 2008 - Gu Mixed, Vol. 3 (AA.VV.)
- 2008 - Paris (Gildas & Masaya)
- 2008 - Thrivemix: Presents Electro, Vol. 2 (AA.VV.)